# Фролово (Кимрский район)
Фролово — деревня в Кимрском районе Тверской области. Входит в состав Стоянцевского сельского поселения.

## География
Находится в юго-восточной части Тверской области на расстоянии приблизительно 29 км на запад-северо-запад по прямой от районного центра города Кимры в левобережной части района.

## История
Известна была с 1780-х годов как деревня из 17 дворов, бывшее церковное владение, 7 дворов в 1806 году. В 1859 году здесь (деревня Корчевского уезда Тверской губернии) был учтен 21 двор, в 1887 — 28.

## Население
Численность населения: 78 человек (1780-е годы), 47 (1806), 130 (1859 год), 159 (1887), 10 (русские 100 %) 2002 году, 7 в 2010.